# Yli
Yli is een plaats in de Noorse gemeente Notodden, provincie Telemark. Yli telt 303 inwoners (2007) en heeft een oppervlakte van 0,33 km².